# 2008年夏季奧林匹克運動會排球比賽
2008年夏季奧林匹克運動會的排球比賽包括室內排球和沙灘排球，賽事由8月9日至8月24日在北京理工大學體育館、北京首都體育館及北京沙灘排球場（即朝阳公园）舉行，本屆的排球賽事共有4枚金牌產生。

## 比賽項目
本屆排球比賽設有四個比賽項目，包括：
- 室內排球男子團體（12隊）
- 室內排球女子團體（12隊）
- 沙灘排球男子團體（24隊）
- 沙灘排球女子團體（24隊）

## 各國獎牌榜

### 排球
| 排名   | 国家／地区 | 金牌 | 银牌 | 铜牌 | 總數 |
| ------ | ---------- | ---- | ---- | ---- | ---- |
| 1      | 巴西       | 1    | 1    | 0    | 2    |
| 1      | 美国       | 1    | 1    | 0    | 2    |
| 3      | 中国       | 0    | 0    | 1    | 1    |
| 3      | 俄罗斯     | 0    | 0    | 1    | 1    |
| 總計： | 總計：     | 2    | 2    | 2    | 6    |

### 沙灘排球
| 排名   | 国家／地区 | 金牌 | 银牌 | 铜牌 | 總數 |
| ------ | ---------- | ---- | ---- | ---- | ---- |
| 1      | 美国       | 2    | 0    | 0    | 2    |
| 2      | 巴西       | 0    | 1    | 1    | 2    |
| 2      | 中国       | 0    | 1    | 1    | 2    |
| 總計： | 總計：     | 2    | 2    | 2    | 6    |

## 室內排球

### 資格賽
本屆奧運的室內排球設男子及女子小項，賽事於北京理工大學體育館與北京首都體育館進行，並由8月9日開始，24日結束。
男女子排球都是由12隊參賽。除之主辦國後，11個名額會由世界盃、奧運資格賽定出。
男子
| 國家     | 出線資格                                         | 資格賽舉行日期          | 資格賽舉行地點 |
| -------- | ------------------------------------------------ | ----------------------- | -------------- |
| 中国     | 主辦國                                           | 資格賽舉行日期          | 資格賽舉行地點 |
| 巴西     | 2007年世界盃男子排球賽冠軍                       | 2007年11月18日至12月2日 | 日本           |
| 俄羅斯   | 2007年世界盃男子排球賽亞軍                       | 2007年11月18日至12月2日 | 日本           |
| 保加利亚 | 2007年世界盃男子排球賽季軍                       | 2007年11月18日至12月2日 | 日本           |
| 埃及     | 非洲區奧運資格賽出線球隊                         | 2008年2月3日至2月9日    | 德班           |
| 日本     | 亞洲區奧運資格賽出線球隊*                        | 2008年5月31日至6月8日   | 東京           |
| 塞爾維亞 | 歐洲區奧運資格賽出線球隊                         | 2008年1月7日至1月13日   | 伊茲密爾       |
| 美国     | 北美洲區奧運資格賽（页面存档备份，存于）出線球隊 | 2008年1月6日至1月11日   | 卡瓜斯         |
| 委內瑞拉 | 南美洲區奧運資格賽（页面存档备份，存于）出線球隊 | 2008年1月3日至1月7日    | 福莫薩         |
| 德国     | 世界區奧運資格賽第一站                           | 2008年5月23日至5月25日  | 杜塞爾多夫     |
| 波蘭     | 世界區奧運資格賽第二站                           | 2008年5月30日至6月1日   | Espinho        |
| 義大利   | 世界區奧運資格賽第三站                           | 2008年5月31日至6月8日   | 東京           |
|          |                                                  |                         | 總數：12隊     |

* 亞洲區奧運資格賽及世界區奧運資格賽第三站是屬同一項賽事，冠軍球隊可以獲得出線資格，除冠軍外成績最佳的亞洲球隊亦可以獲得出線資格。
女子
| 國家       | 出線資格                                         | 資格賽舉行日期           | 資格賽舉行地點 |
| ---------- | ------------------------------------------------ | ------------------------ | -------------- |
| 中国       | 主辦國                                           | 資格賽舉行日期           | 資格賽舉行地點 |
| 義大利     | 2007年排聯女子世界盃冠軍                         | 2007年11月2日至11月16日  | 日本           |
| 巴西       | 2007年排聯女子世界盃亞軍                         | 2007年11月2日至11月16日  | 日本           |
| 美国       | 2007年排聯女子世界盃季軍                         | 2007年11月2日至11月16日  | 日本           |
| 阿尔及利亚 | 非洲區奧運資格賽出線球隊                         | 2008年1月22日至1月26日   | 卜利達         |
|            | 亞洲區奧運資格賽出線球隊*                        | 2008年5月17日至5月25日   | 東京           |
| 俄羅斯     | 歐洲區奧運資格賽出線球隊                         | 2008年1月15日至1月20日   | 哈勒           |
| 古巴       | 北美洲區奧運資格賽（页面存档备份，存于）出線球隊 | 2007年12月17日至12月22日 | 蒙特瑞         |
| 委內瑞拉   | 南美洲區奧運資格賽出線球隊                       | 2008年1月3日至1月7日     | 利馬           |
| 波蘭       | 世界區奧運資格賽                                 | 2008年5月17日至5月25日   | 東京           |
| 塞爾維亞   | 世界區奧運資格賽                                 | 2008年5月17日至5月25日   | 東京           |
| 日本       | 世界區奧運資格賽                                 | 2008年5月17日至5月25日   | 東京           |
|            |                                                  |                          | 總數：12隊     |

* 亞洲區奧運資格賽及世界區奧運資格賽是屬同一項賽事，成績最佳的三支球隊可以獲得出線資格，除前者外成績最佳的亞洲球隊亦可以獲得出線資格。

## 各項成績
| 項目             | 金牌 | 银牌 | 铜牌 |
| 男子排球（詳細） | 美国 · 羅伊·波爾 · 肖恩·魯尼 · 大衛·李 · 理查德·蘭伯恩 · 威廉·普里迪 · 瑞恩·米拉爾 · 萊利·薩蒙 · 托馬斯·霍夫 · 克萊頓·斯坦利 · 凱文·漢森 · 加布里埃爾·蓋特納 · 斯科特·陶津斯基                                                | 巴西 · 吉巴 · 安德烈·纳西门托 · 塞尔吉奥·桑托斯 · 穆里洛·恩德雷斯 · 布鲁诺·雷森德 · 萨穆埃尔·富克斯 · 罗德里戈·桑塔纳 · 马塞洛·埃尔加滕 · 安德烈·埃莱尔 · 安德松·罗德里格斯 · 古斯塔沃·恩德雷斯 · 丹特·阿马拉尔 | 俄羅斯 · 亚历山大·沃尔科夫 · 谢苗·波尔塔夫斯基 · 尤里·别列日科 · 亚历山大·科萨列夫 · 阿列克谢·奥斯塔片科 · 阿列克谢·库列绍夫 · 亚历山大·科尔涅耶夫 · 謝爾蓋·格蘭金 · 阿列克谢·韦尔博夫 · 谢尔盖·捷秋欣 · 马克西姆·米哈伊洛夫 · 瓦季姆·哈穆茨基赫 |
| 女子排球（詳細） | 巴西 · 瓦莱夫斯卡·奥利韦拉 · 葆拉·佩克诺 · 法比安娜·科勞迪諾 · 法比亚娜·奥利韦拉 · 卡罗琳娜·阿尔布开克 · 韦莉萨·贡萨加 · 谢拉·卡斯特罗 · 泰莎·梅内塞斯 · 玛丽安娜·施泰因布雷歇尔 · 弗法奥 · 杰奎琳·卡瓦略 · 瓦莱斯卡·梅内塞斯 | 美国 · 斯泰茜·西科拉 · 泰伊芭·哈尼夫-帕克 · 金·格拉斯 · 妮科尔·戴维斯 · 丹妮尔·斯科特-阿鲁达 · 萝宾·阿莫-桑托斯 · 珍妮弗·乔因斯 · 希瑟·鲍恩 · 琳赛·伯格 · 洛根·汤姆 · 金·威洛比 · 奥戈娜·纳马尼                 | 中國 · 张娜 · 王一梅 · 杨昊 · 赵蕊蕊 · 魏秋月 · 冯坤 · 薛明 · 马蕴雯 · 刘亚男 · 李絹 · 徐云丽 · 周苏红 |

## 沙灘排球
本屆奧運的沙灘排球設男子及女子小項，賽事由8月9日至20日在北京沙灘排球場舉行。賽事共有24支隊部參與，當中主辦國中國已經直接取得一個參賽名額，其餘23個參賽名額則根據國際排聯在2008年7月21日的世界排名定出

### 資格賽
男子
| 國家              | 出線資格 | 名額 |
| ----------------- | -------- | ---- |
| 主辦國            | 1        |      |
| FIVB沙灘排球排名* | 23**     |      |
| 總共              | 24       |      |

* as of July 21, 2008
** Should a continent not be represented in top 23 teams, the highest ranked eligible team from that continent will replace the lowest ranked qualified team
女子
| 國家              | 出線資格 | 名額 |
| ----------------- | -------- | ---- |
| 主辦國            | 1        |      |
| FIVB沙灘排球排名* | 23**     |      |
| 總共              | 24       |      |

* as of July 21, 2008
** Should a continent not be represented in top 23 teams, the highest ranked eligible team from that continent will replace the lowest ranked qualified team

## 各項成績
| 項目         | 金牌                                          | 银牌                              | 铜牌                                          |
| 男子沙灘排球 | 美国（USA） · 托德· · 菲尔·                   | 巴西（BRA） · 马尔西奥·艾拉烏喬 · 法比奥·馬加雷 | 巴西（BRA） · 里卡多·桑托斯 · 埃马努埃尔·雷戈 |
| 女子沙灘排球 | 美国（USA） · 克丽·沃尔什 · 米丝蒂·梅－特雷纳 | 中国（CHN） · 田佳 · 王洁         | 中国（CHN） · 薛晨 · 张希                     |

## 外部連結
- 本屆奧運各項項目比賽時間表